# Działka siedliskowa
Działka siedliskowa lub siedlisko – termin zwyczajowy do określenia działki gruntu pod zabudowaniami gospodarstwa rolnego (wchodzącymi w skład tego gospodarstwa) lub działki mogącej służyć pod taką zabudowę. W odróżnieniu od działki budowlanej działka siedliskowa traktowana jest jak grunt rolny zabudowany lub też działka zabudowana na gruntach rolnych, czyli z punktu widzenia prawa działka siedliskowa jest działką rolną, a o fakcie uznania jej za działkę siedliskową stanowi fakt istnienia zabudowy zagrodowej (tj. budynków mieszkalnych oraz budynków gospodarczych przeznaczonych do produkcji rolnej). Budowa siedliska możliwa jest na terenach rolniczych, bez odrolniania gruntu, przy czym pozwolenie na budowę na działce siedliskowej może otrzymać wyłącznie rolnik, jest ono bowiem bezpośrednio związane z prowadzeniem gospodarstwa rolnego.
Termin ten, mimo że nie posiada dokładnej definicji prawnej, został usankcjonowany i jest używany poprzez użycie w orzeczeniach, rozporządzeniach i uchwałach.